# Праньич, Даниел
Да́ниел Пра́ньич (хорв. Danijel Pranjić; род. 2 декабря 1981[…], Нашице, Осиецко-Бараньская жупания) — хорватский футболист и тренер, игравший на позиции полузащитника. Выступал за национальную сборную Хорватии.

## Карьера
Профессиональную карьеру начал в 2002 году в хорватском «Осиеке», в 2004 году играл уже в загребском «Динамо», а в 2005 году перешёл в «Херенвен». В июне 2009 года подписал контракт на три года с мюнхенской «Баварией», которая заплатила за него около 7 миллионов евро.
За национальную сборную Хорватии выступал в 2004—2015 годах. Участник чемпионата Европы 2008 и 2012 годов, а также чемпионата мира 2014 года. Провёл 58 игр и забил один гол.

## Достижения
Бавария
- Чемпион Германии: 2009/10
- Обладатель Кубка Германии: 2009/10
- Обладатель Суперкубка Германии: 2010

Панатинаикос
- Обладатель Кубка Греции: 2013/14